# Georg Nicolaus Adelswärd
Georg Nicolaus Adelswärd, född den 31 augusti 1810, död den 26 november 1878, var en svensk friherre och diplomat, bror till Reinhold Casimir Oscar Adelswärd.
Georg Niklaus Adelswärd föddes i Frankrike som son till Göran Axel Adelswärd, som 1807 vid Stralsund blivit fången av fransmännen och därefter bosatt sig i Frankrike, och hans franska hustru Anne Cathrine Honorine Bernard. Adelswärd blev 1856 envoyé i Sankt Petersburg och 1858 svensk envoyé i Paris. Han erhöll avsked 1878. Adelswärd var en självständig diplomat, och medverkade bland annat vid avslutandet av de viktiga handelstraktaten mellan Sverige-Norge och Frankrike 1865.

## Utmärkelser

### Svenska utmärkelser
- Kommendör med stora korset av Nordstjärneorden, 5 maj 1860.[4]
- Kommendör av Nordstjärneorden, 12 juni 1858.[4]
- Riddare av Nordstjärneorden, 18 december 1854.[4]

### Utländska utmärkelser
- Riddare av Badiska Zähringer Löwenorden, 29 maj 1844.[4]
- Riddare av Danska Dannebrogorden, 26 november 1843.[4]
- Storofficer av Franska Hederslegionen, 21 augusti 1861.[4]
- Officer av Franska Hederslegionen, 12 oktober 1854.[4]
- Riddare av Luxemburgska Ekkronans orden, 16 november 1843.[4]
- Storkorset av Norska Sankt Olavsorden, 27 mars 1865.[4]
- Riddare av första klassen av Ryska Sankt Annas orden.[4]
- Kommendör av Spanska Karl III:s orden, 3 december 1856.[4]